# Elefantiázis
Az elefantiázis (orvosi nevén filariasis lymphaticus) a Filarioidea típusú parazita fonálférgek okozta betegség. A betegségnek sok esetben nincs tünete. Más esetekben azonban hatalmas duzzanatot okoz a karokon, lábakon vagy a nemi szerveken. A bőr is megvastagodhat, és fájdalom jelentkezhet. A testi változások az érintett személy számára társadalmi és gazdasági problémákat okozhatnak.
A férgek fertőzött szúnyogok csípése által terjednek. A fertőzés általában már gyermekkorban jelentkezik. Három típusú féreg okozhatja a fertőzést: a Wuchereria bancrofti, a Brugia malayi, és a Brugia timori. A  Wuchereria bancrofti a leggyakoribb. A férgek tönkreteszik a nyirokrendszert. A betegséget éjszaka vett vérminta mikroszkópos vizsgálatával diagnosztizálják. A vérmintának Giemsával festett egy csepp vért kell tartalmaznia. Másik diagnosztikai módszer a betegség ellen termelődő antitestek vérben való kimutatása.
A megelőzés érdekében a fertőzött csoportokat évi rendszerességgel kell kezelni, hogy a betegséget teljes mértékben meg lehessen szüntetni. A kezelés mintegy 6 évig tart. Gyógyszerként alkalmazzák az albendazole és a ivermektin keverékét, vagy az albendazole és a diethylcarbamazine keverékét. A gyógyszerek nem pusztítják el a kifejlett férgeket, de megakadályozzák a betegség továbbterjedését, amíg a férgek önmaguktól el nem pusztulnak. A szúnyogcsípések megelőzésére ajánlatos a szúnyogirtás, valamint a szúnyogháló használata.
A fertőzöttek száma meghaladja a 120 milliót. 73 országban körülbelül 1.4 milliárd veszélyeztetett ember él. A betegség Afrikában és Ázsiában a leggyakoribb. A betegség évente több milliárd dollár gazdasági veszteséget okoz.